# 병부성
병부성(兵部省)은 일찍이 일본에 존재했던 군정을 관할하던 행정 기관으로 다음 중 하나를 가리킨다.
- 율령제 하의 팔성 중 하나 (7세기 후반 ~ 10세기 말)
- 메이지 시대의 성청 중 하나 (1869년~1872년)

## 병부성 (율령제)
율령제 하의 여덟 성 중 하나로 내외 무관의 인사 고과, 위계부여와 임관, 국가의 위사 관리, 무기 관리 등 군사, 방위 관련 사항 일체를 주관했다. 율령제에서는 오사(五司)중 하나를 관장했다. 그러나 가마쿠라 시대 이후는 정이대장군에게 실권이 넘어 가서 직무는 제한되었다.
다이스케 이하의 사등관의 정원은 다음과 같았다.
- 병부 大輔（정5위 下相当） - 각 1명
- 병부 少輔（종5위 下相当） - 각 1명
- 병부 大丞（정6위 下相当） - 1명
- 병부 少丞（종6위 上相当） - 2명
- 병부 大録（정7위 上相当） - 1명
- 병부 少録（정8위 上相当） - 3명

## 병부성 (메이지)
메이지 시대에 설치된 부처 중 하나로 국가의 방위와 치안 유지를 관할하는 기관이었다. 현재의 방위성에 해당한다. 왕정복고에 의해 정이대장군이 폐지됨으로써 기타 조정의 성은 권위가 부활하게 되었다. 메이지 2년 1869년 8월 15일의 관제 개혁에 따라 군무관을 대신하여 군사 방어를 담당하는 기관으로 개편되었다. 병부경에는 코마쓰 아키히토 친왕이 임명되었지만, 실무는 차관인 다이스케가 실행했다. 1872년 4월 4일에 정부의 군사 방어에 대한 정책의 전환에 의해 폐지되었다.
병부성 폐지 후 사쓰마번과 조슈번의 요청에 따라 육군성과 해군성이 신설되었다.

## 같이 보기
- 일본의 관제